# 파울루 페헤이라
파울루 히나투 히보수 페헤이라(포르투갈어: Paulo Renato Rebocho Ferreira, 1979년 1월 18일 ~ )는 은퇴한 포르투갈 출신의 프로 축구 선수이다. 현역 시절 포지션은 수비수로써 주로 오른쪽 풀백으로 기용되었으나 왼쪽 풀백, 센터백에서도 기용되었다.

## 클럽 경력
그는 포르투갈 2부리그 에스토릴 프라이아에서 데뷔했다. 그 후 그는 00/01 시즌이 시작할 때 비토리아 FC로 이적했다.
FC 포르투 시절 조제 모리뉴 감독과 함께 소속 클럽의 UEFA 챔피언스리그 2003-04 우승에 크게 공헌하였다.
2004년 첼시 FC로 이적하며 선수 생활의 최전성기를 누리게 되었다.

## 국가대표 경력
유로 2004에서 포르투갈 축구 국가대표팀의 일원으로 참가하였지만 기대 이하의 플레이로 많은 비난을 받아야 하였다.